# Goldschultersittich
Der Goldschultersittich (Psephotus chrysopterygius) ist eine Papageienart, die zu den Plattschweifsittichen zählt. Wie alle Arten der Gattung der Singsittiche kommt sie ausschließlich in Australien vor und bewohnt dort ein nur sehr kleines Verbreitungsgebiet. Der Bestand wird auf nur noch 1.600 Brutpaare geschätzt. Die Art gilt deshalb als stark gefährdet.

## Erscheinungsbild
Goldschultersittiche erreichen eine Körperlänge von 26 Zentimetern. Sie wiegen zwischen 54 und 56 Gramm. Es handelt sich um eine Art mit einem sehr ausgeprägten Geschlechtsdimorphismus. Das überwiegend grün gefärbte Weibchen ist kaum von dem des Hoodedsittichs zu unterscheiden.
Die Männchen der Goldschultersittiche haben einen schwarzen Scheitel, Nacken und Überaugstreifen. Die Stirn, der Zügel und die Unteraugstreifen sind dagegen gelb. Kinn und Hals sind gräulich. Die Flanken, die Brust und die Kopfseiten sind blaugrün. Der Bauch, die Schenkel und die Unterschwanzdecken sind orangerot, wobei die einzelnen Federn eine weiße Basis und weiße Spitzen haben. Der Rücken und die kleinen Flügeldecken sind erdbraun. Die mittlere Flügeldecke ist gelb. Die Handdecken und die Außenfahnen der Handschwingen sind ebenso wie der Flügelbug und die äußeren Armschwingen blau. Der Bürzel und die Oberschwanzdecken sind türkisblau. Der Schnabel ist grau-hornfarben. Die Iris ist braun.
Die Weibchen sind an Nacken, Rücken und Flügeldecken matt gelblich grün. Der Bürzel und die Oberschwanzdecken sind von einem hellen Türkisblau. Die Halsseiten, die Kehle und die Oberbrust sind mattgrün. Auf der Unterbrust und der oberen Flankenregion geht dieses mattgrün in ein sehr helles Blaugrün über. Scheitel und Hinterkopf sind bronzegrün. Die Stirn dagegen ist von einem hellen Ockergelb. Der Flügelbug, die Handdecken und die Unterflügeldecken sind hellblau.

## Verbreitung und Lebensraum
Goldschultersittiche kommen lediglich auf der Kap-York-Halbinsel im Norden des australischen Bundesstaates Queensland vor. Ihr Verbreitungsgebiet ist heute disjunkt und umfasst zwei voneinander isolierte Brutpopulationen. Das Verbreitungsgebiet dieser Art schrumpfte bereits im 19. Jahrhundert. Sie verschwanden bis zur Wende ins 20. Jahrhundert in der südlichen Hälfte ihres ursprünglichen Verbreitungsgebietes. In den 1960er und 1970er Jahren wurde die Art intensiv bejagt und ihre Nester geplündert, um die Tiere illegal auf den Vogelmärkten zu verkaufen. Als Hauptursache gilt jedoch eine durch europäische Siedler veränderte Form der Landnutzung und Brandrodung, die zu einem verstärkten Aufkommen der Baumart Melaleuca viridiflora führte. Diese Art zählt zu den Myrtenheiden und kann sehr schnell dichte Dickichte bilden. Gleichzeitig nahm infolge der europäischen Besiedelung die Bestandsdichte an Würgerkrähen zu, die zu den Fressfeinden des Goldschultersittichs zählen. Die Wahrscheinlichkeit, dass eine Würgerkrähe einen Goldschultersittich in offener Baumsavanne schlägt, ist nicht sehr hoch. In den aufkommenden Melaleuca viridiflora-Dickichten steigt dagegen die Chance der Würgerkrähen, einen Goldschultersittich zu schlagen.
Goldschultersittiche sind Bewohner feuchter oder trockener Eukalyptus-Savannen, deren Boden mit einjährigen Gräsern bewachsen sind. Goldschultersittiche sind Höhlenbrüter, die Termitenbauten für ihre Nisthöhlen nutzen. Ihr Brutareal ist daher an ein Vorhandensein von entsprechenden Termitenbauten gebunden.

## Verhalten
Goldschultersittiche ernähren sich überwiegend von den Samen einjähriger Gräser. Die Vögel ergreifen einzelne Grashalme mit einem Fuß und biegen sie auf den Boden. Dort fressen sie die unreifen Samenstände ab.
Die Nisthöhlen der Goldschultersittiche finden sich überwiegend in konisch geformten Termitenhügeln der Art Amitermes scopulus. Die Nisthöhlen werden in der Regel jedes Jahr von den Weibchen neu gegraben. Das Gelege besteht normalerweise aus vier bis sieben Eiern. Der Legeabstand beträgt jeweils zwei Tage. Ab der Ablage des zweiten oder dritten Eis beginnt das Weibchen mit der Brut. Die Brutzeit beträgt zwischen 19 und 21 Tagen. Die Nestlinge werden während ihrer ersten Lebenswoche vom Weibchen gehudert und von beiden Elternvögeln gefüttert. Die Nestlinge verlassen mit einem Alter von etwa fünf Wochen die Nisthöhle. Sie bilden mit ihren Elternvögeln einen Familienverband und werden von den Elternvögeln für etwa weitere fünf Wochen mit Futter versorgt.

## Belege